# 采廷根
采廷根是德国莱茵兰-普法尔茨州的一个市镇。总面积3.70平方公里，总人口260人，其中男性133人，女性127人（2011年12月31日），人口密度70人/平方公里。